# Welsh terriër
De Welsh terriër, niet te verwarren met de grotere Airedaleterriër, is een compacte, middelgrote hond van Welshe oorsprong. De Welsh terriër is een intelligente, werkgrage, uitgebalanceerde, compact gebouwde hond.

## Geschiedenis
De Welsh terriër werd vroeger gebruikt in de jacht op vossen, vogels en mollen, maar ook als huisdier. De Welsh terriër komt oorspronkelijk uit het Britse Wales en bestaat officieel sinds de 19e eeuw. De Old English Black and Tan terriër staat aan de wieg van de Welsh terriër. Dit hondenras dateert uit de 13e eeuw. Tot 1900 werd de Welsh terriër ook wel de Old English terriër of de Black and Tan Roughhaired terriër genoemd. Sinds 1886 is het hondenras officieel erkend.

## Voorkomen
Dit ras heeft zwart en roodbruin haar. Ze kunnen 39 centimeter bij schouderhoogte lang worden en wegen ongeveer 9 kilogram.
De vacht bestaat uit twee lagen. De onderlaag isoleert en de grove bovenlaag beschermt tegen vuil, regen en wind. De kleur is roodbruin met zwarte vlekken. Witte haren mogen alleen voorkomen op de borst van de hond. 

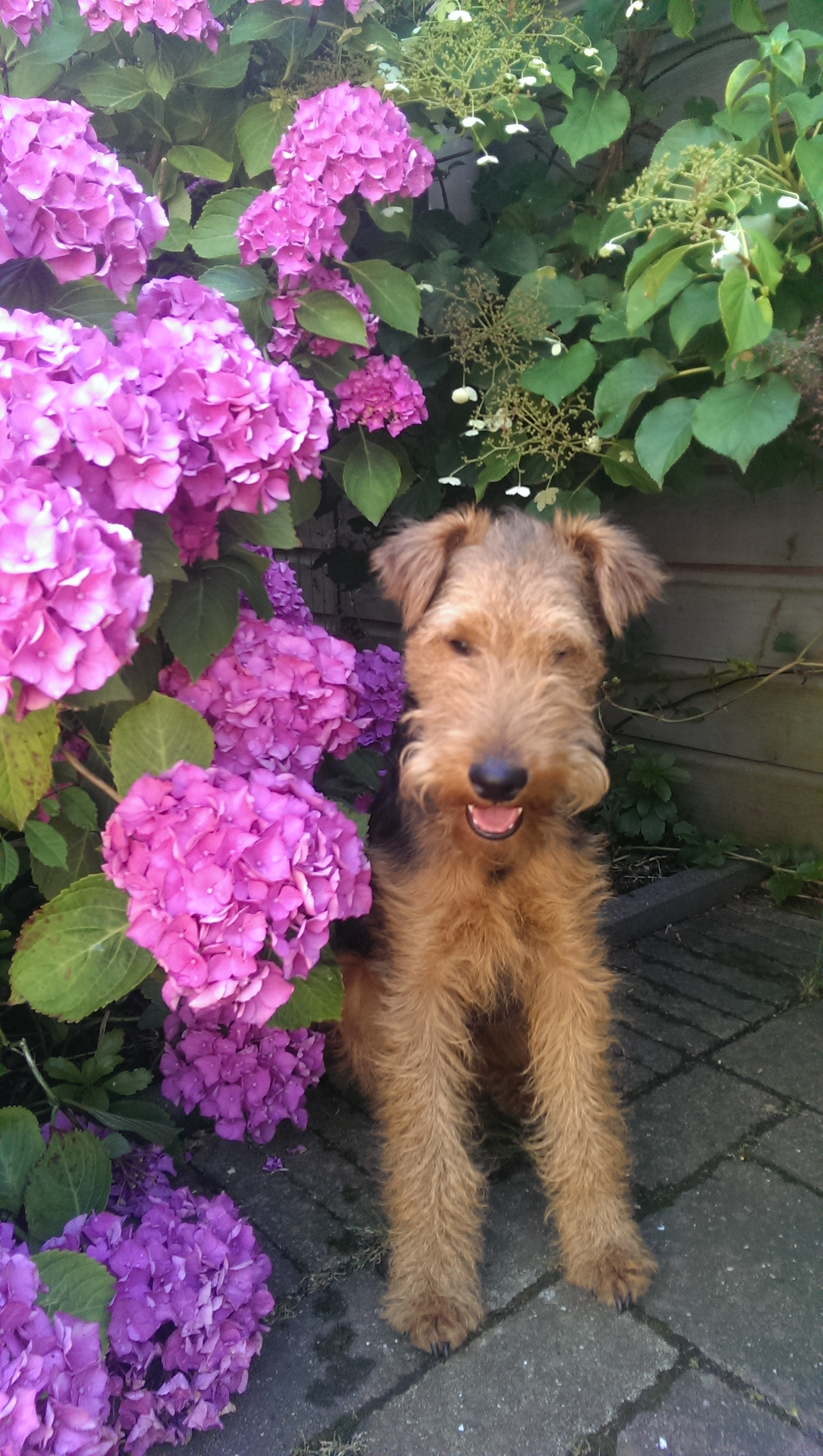
Mannelijke Welshterriër

## Karakter
De Welsh terriër is een typische terriër, met bijbehorend karakter. Bij een goede opvoeding is deze hond vrolijk, levendig en niet verlegen of timide. Deze honden kunnen toegewijde en gehoorzame vrienden zijn en zijn zowel in de stad als daarbuiten goed te houden. Sommige Welshes hebben een echt jachtinstinct.
Een Welsh terriër raakt niet snel uitgeput. Ze zijn actief, dapper en vechten niet snel, al houden ze zichzelf wel staande als dit nodig is. De Welsh heeft veel intellectuele stimulatie nodig. Elke dag een korte wandeling maken, is niet genoeg voor deze terriër. Deze honden willen elke dag interessante dingen doen.
Welsh terriërs gaan goed samen met kinderen. Ze houden ervan om met ze te spelen, al wordt het kind te snel moe voor de hond. Daarom is het handig een volwassene in de buurt te houden, om misverstanden te voorkomen.

## Verzorging
Dit ras is een zogenaamde stripping breed. Het heeft een dichtbehaarde, stugge en krullende vacht die geplukt moet worden. Knippen of scheren is uit den boze! Bij knippen of scheren verliest de Welsh zijn roodbruine en zwarte kleur. Hiervoor komt een saaiere en eentonige kleur terug. De Welsh verliest zijn haar niet, zoals vele andere hondenrassen. Oudere, langere haren komen vanzelf los te zitten en zijn daardoor te plukken. Dit moet ongeveer elke 3 tot 6 maanden gebeuren en duurt ongeveer 3 a 4 uur.
Dit ras hoeft geen dagelijks bad, doordat vuil door de vacht wordt tegengehouden.

## Gezondheid
Het lichaam van de Welsh is normaal en gezond gefokt, waardoor ze langer gezond blijven. Er zijn geen bekende gebreken bij deze terriërsoort. Een gezonde Welsh terriër wordt gemiddeld 15 jaar en blijft tot op hoge leeftijd actief en alert, zolang er goed voor de hond wordt gezorgd.

## Beroemde Welsh terriërs
- Charlie, hond van John F. Kennedy
- Blacky, hond van Thérèse Backeljau (Familie Backeljau)